# Tribseer Straße 19 (Stralsund)

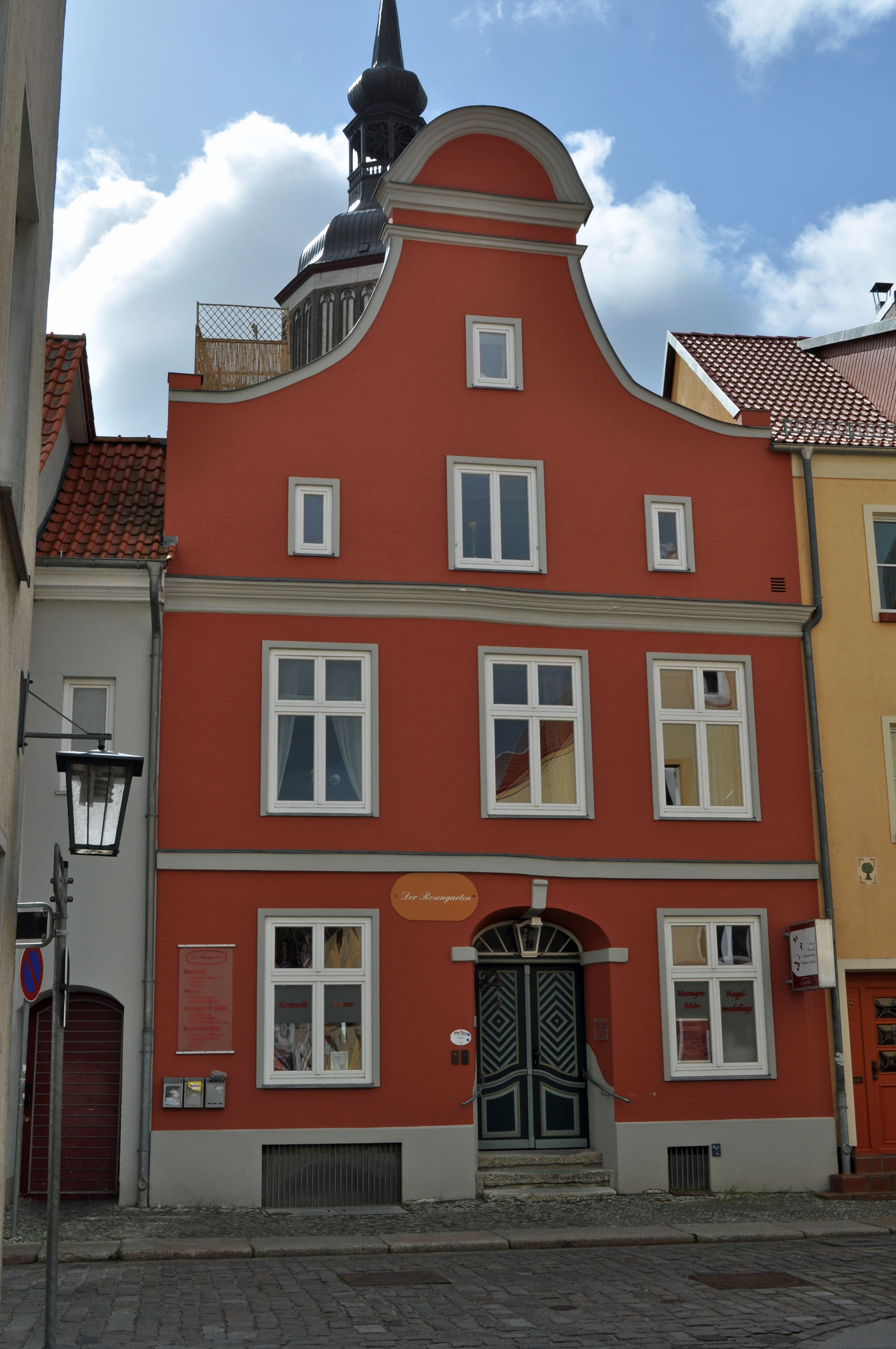
Das Haus Tribseer Straße 19 in Stralsund (2012)

Das Gebäude mit der postalischen Adresse Tribseer Straße 19 ist ein denkmalgeschütztes Bauwerk in der Tribseer Straße in Stralsund, gegenüber der Einmündung der Henning-Mörder-Straße.
Der zweigeschossige und dreiachsige Putzbau mit Schweifgiebel wurde im Jahr 1788 errichtet.
Die Fassade ist durch schlichte Gesimsbänder zwischen den beiden Vollgeschossen geprägt. In dem mittig angeordneten, korbbogigen Portal ist eine zweiflügelige Haustür mit Rautenmuster erhalten.
Der gestelzte Schweifgiebel trägt einen Lünettenaufsatz.
Das Haus liegt im Kerngebiet des von der UNESCO als Weltkulturerbe anerkannten Stadtgebietes des Kulturgutes „Historische Altstädte Stralsund und Wismar“. In die Liste der Baudenkmale in Stralsund ist es mit der Nummer 752 eingetragen.